# ليليا دالي
ليليا دالي (بالإيطالية: Lilia Dale)‏ هي ممثلة إيطالية، ولدت في 18 يوليو 1919 ببولا في كرواتيا.

## وصلات خارجية
- ليليا دالي على موقع IMDb (الإنجليزية)
- ليليا دالي على موقع ألو سيني (الفرنسية)
- ليليا دالي على موقع قاعدة بيانات الفيلم (الإنجليزية)
- ليليا دالي على موقع كينوبويسك (الروسية)